# لوزیلیه
لوزیلیه (به ایتالیایی: Lusigliè) یک کومونه در ایتالیا است که در استان تورین واقع شده‌است.

## خصوصیات
لوزیلیه ۵٫۱ کیلومترمربع مساحت و ۵۴۹ نفر جمعیت دارد.